# Dekanat VI – Najświętszego Serca Pana Jezusa w Dąbrowie Górniczej
Dekanat Najświętszego Serca Pana Jezusa w Dąbrowie Górniczej – dekanat diecezji sosnowieckiej.
W skład dekanatu wchodzą:
| Parafia                                                                          | Adres                                                                 | Zdjęcie |
| Parafia Matki Boskiej Szkaplerznej w Dąbrowie Górniczej                          | ul. Główna 2 42-530 Dąbrowa Górnicza – Strzemieszyce Małe             |         |
| Parafia Najświętszego Serca Pana Jezusa w Dąbrowie Górniczej – kościół dekanalny | ul. Ofiar Katynia 34a 42-530 Dąbrowa Górnicza – Strzemieszyce Wielkie |         |
| Parafia Najświętszej Maryi Panny Częstochowskiej w Dąbrowie Górniczej            | ul. Przelotowa 195 42-523 Dąbrowa Górnicza – Łęka                     |         |
| Parafia Podwyższenia Krzyża Świętego w Dąbrowie Górniczej                        | ul. Orna 8 42-523 Dąbrowa Górnicza – Łosień                           |         |
| Parafia Przemienienia Pańskiego w Dąbrowie Górniczej                             | ul. Idzikowskiego 141 42-522 Dąbrowa Górnicza – Tucznawa              |         |
| Parafia św. Marii Magdaleny w Dąbrowie Górniczej                                 | ul. Oświecenia 34 42-520 Dąbrowa Górnicza – Ząbkowice                 |         |
| Parafia Zesłania Ducha Świętego w Dąbrowie Górniczej                             | ul. gen. Sikorskiego 55 42-520 Dąbrowa Górnicza – Ząbkowice           |         |